# Myoporum sandwicense
Myoporum sandwicense är en flenörtsväxtart som först beskrevs av Alphonse Pyrame de Candolle och som fick sitt nu gällande namn av Samuel Frederick Gray.
Myoporum sandwicense ingår i släktet Myoporum och familjen flenörtsväxter. Inga underarter finns listade i Catalogue of Life.

## Bildgalleri

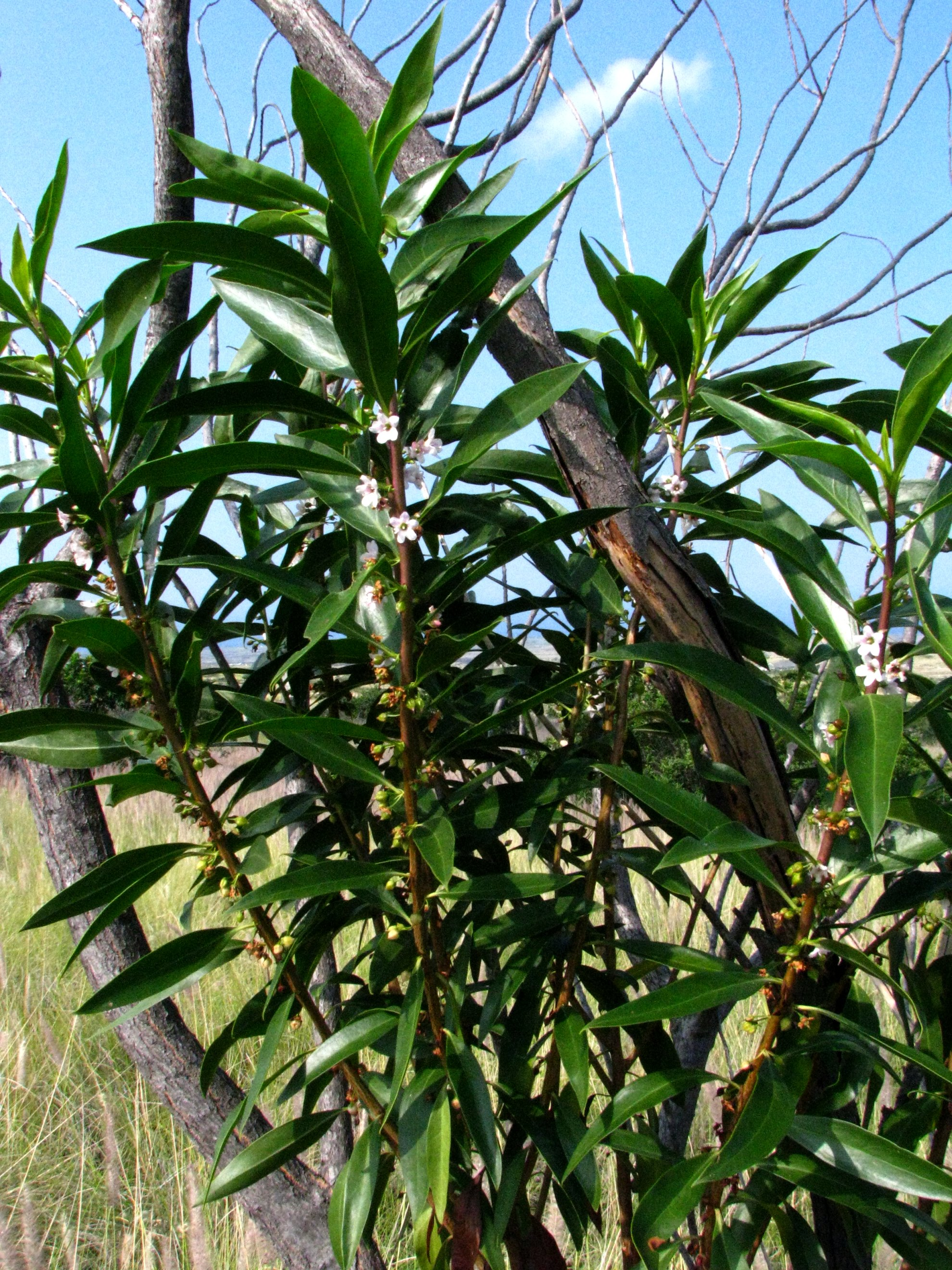
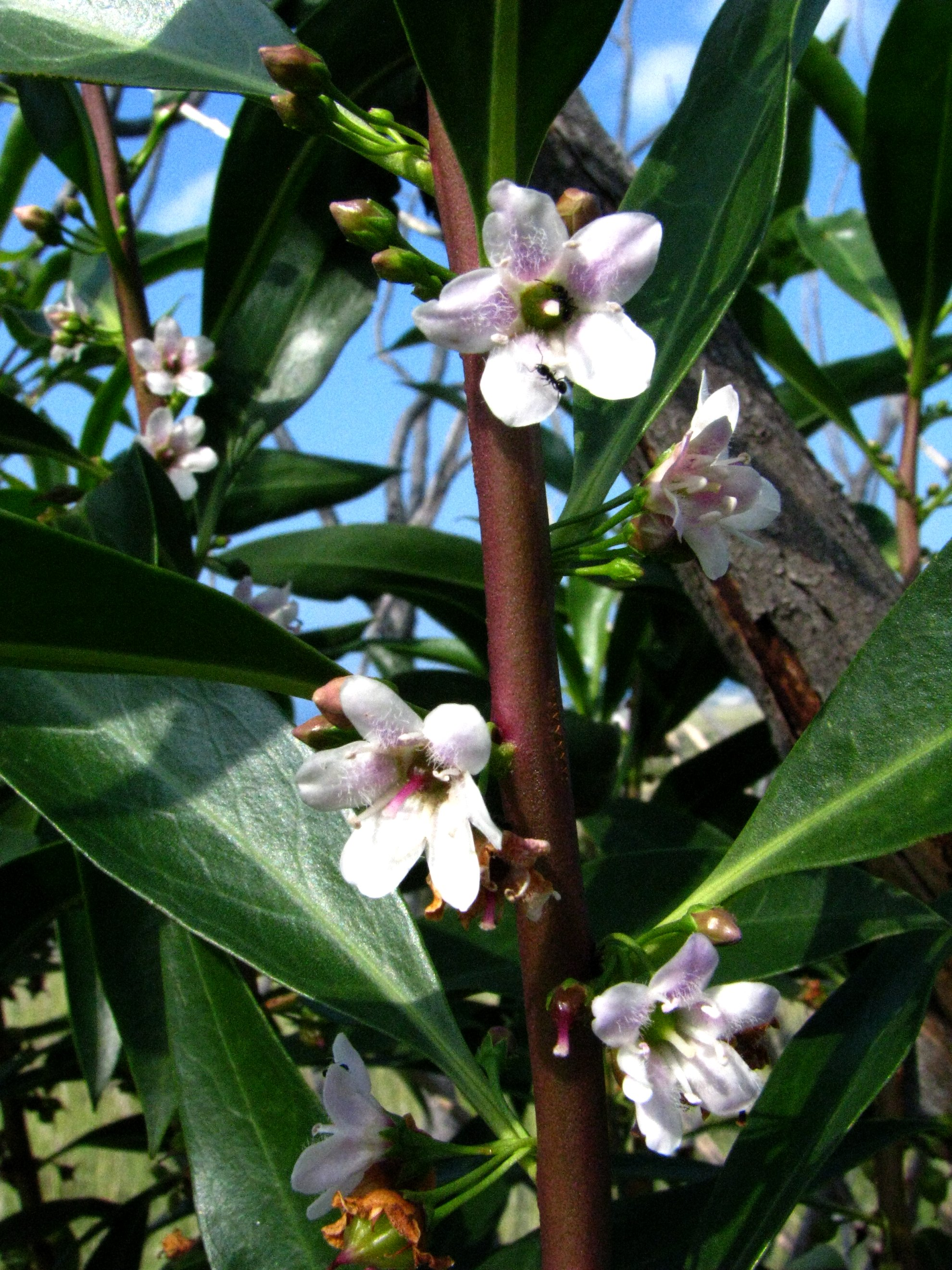
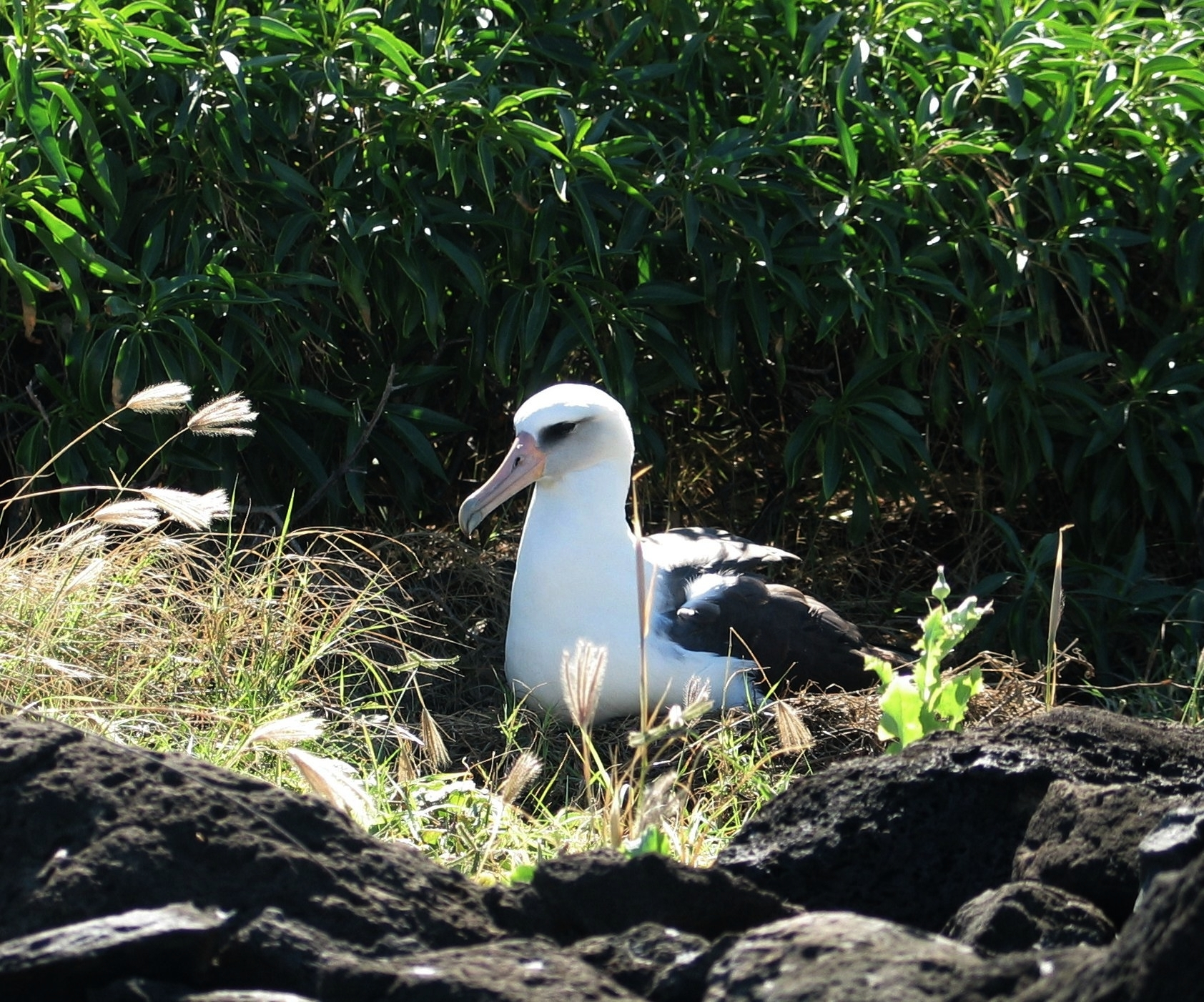
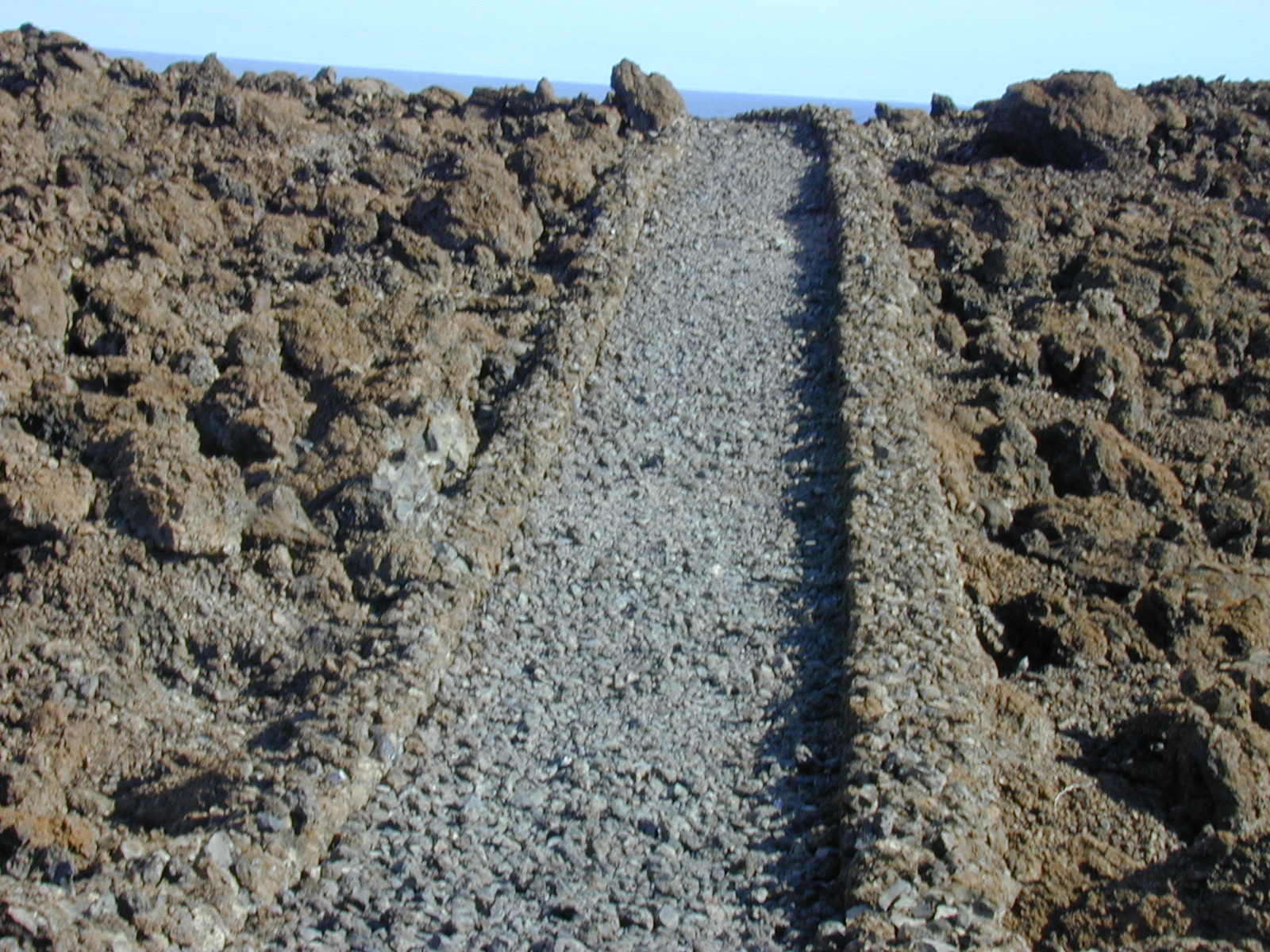
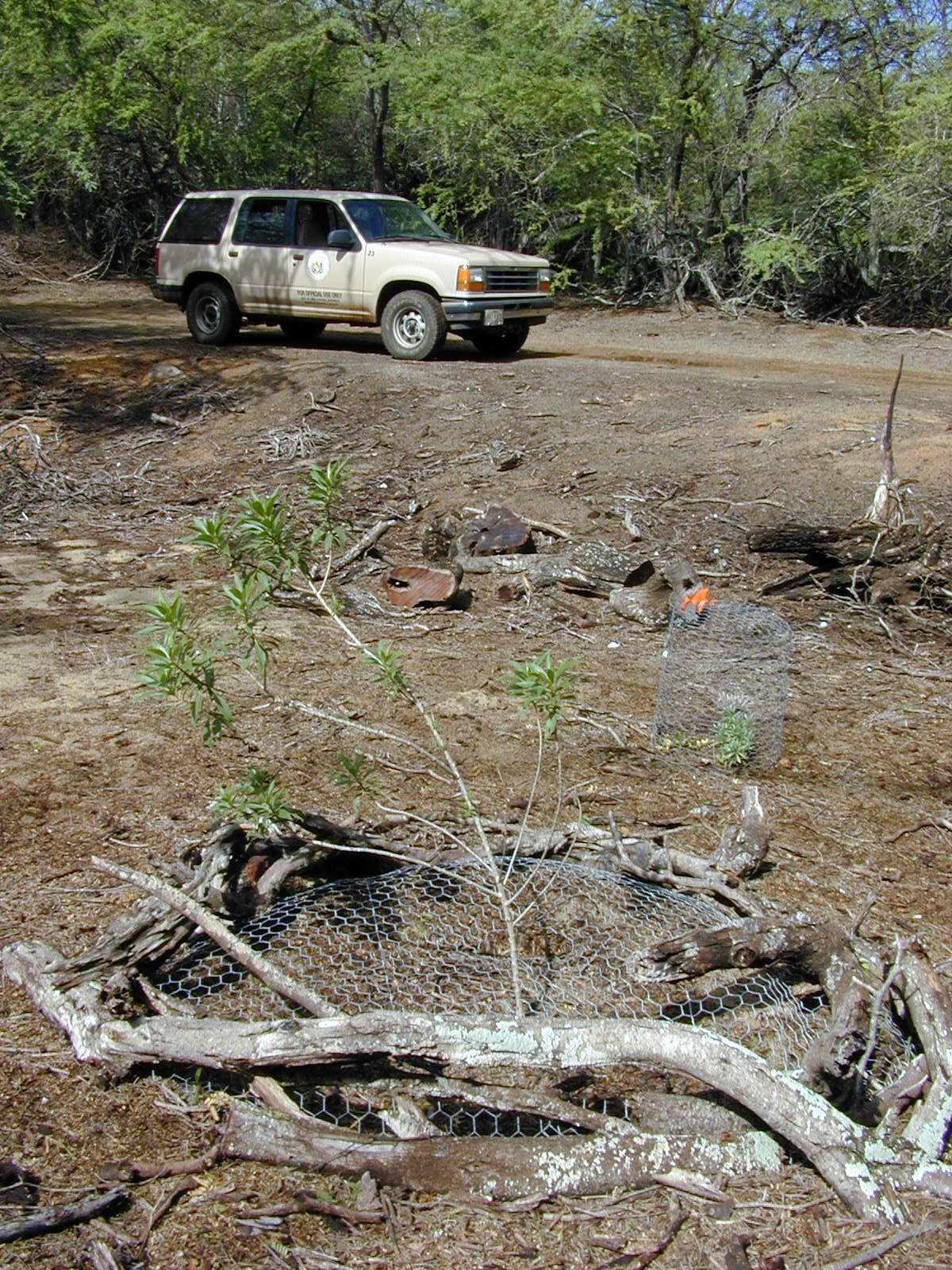
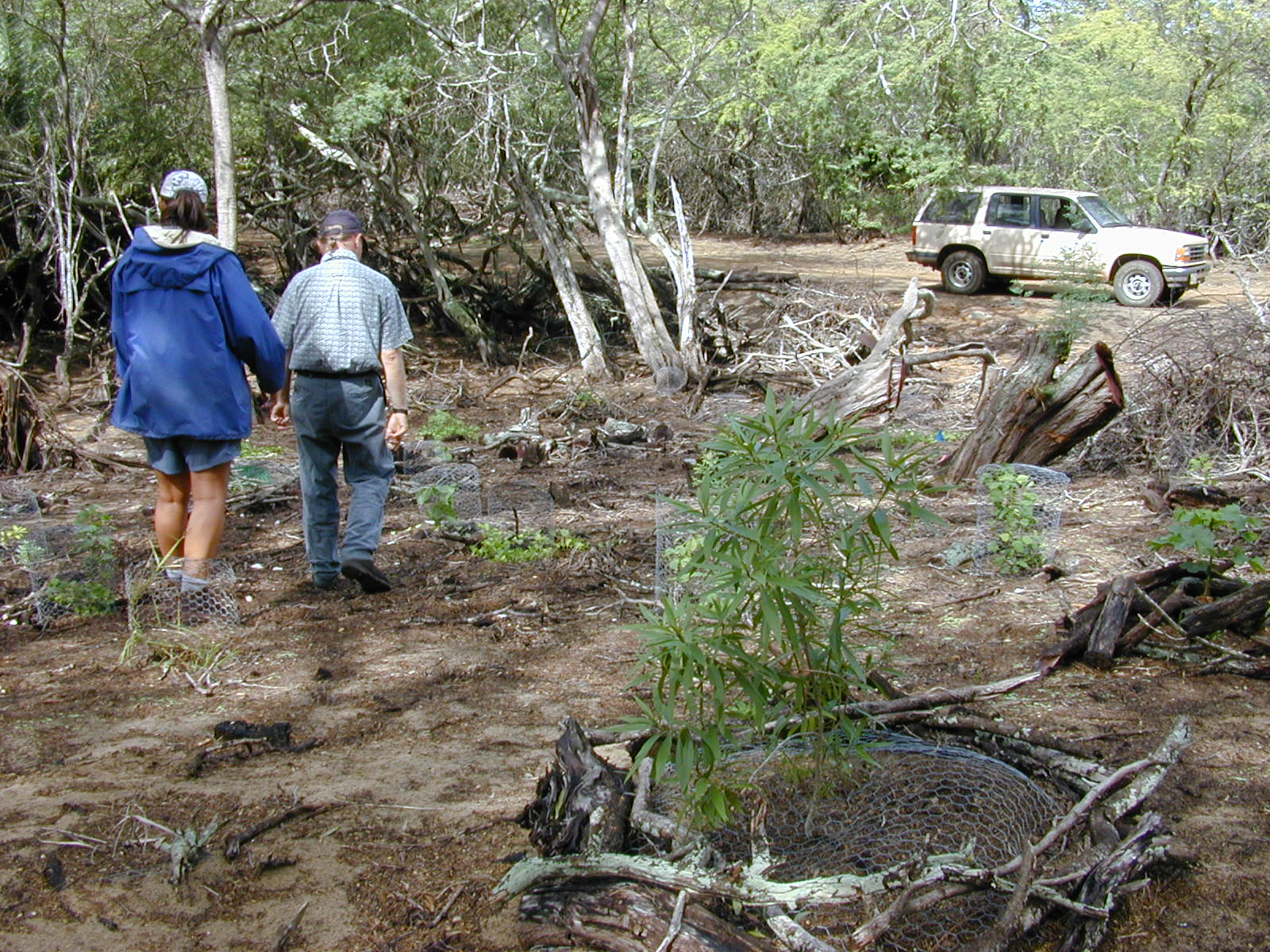